# Sonnenfinsternis vom 8. April 2005
Bei der Sonnenfinsternis vom 8. April 2005 handelte es sich um eine hybride Sonnenfinsternis, den seltenen Grenzfall zwischen einer totalen und einer ringförmigen Finsternis. Sie war in großen Bereichen des südlichen Pazifiks sichtbar, in einigen Randgebieten der Antarktis, in Mittelamerika und der Karibik, weiten Teilen Südamerikas sowie in den südlichen Bereichen Nordamerikas. In den USA war die Finsternis in ihrer partiellen Phase zu beobachten, von Mitteleuropa hingegen war diese Finsternis unbeobachtbar.
Der Beginn und das Ende der Finsternis waren auf der Zentrallinie ringförmig, dazwischen war die Finsternis total. Im Maximum hatte die Totalitätszone nur eine Breite von 27 Kilometern, die Totalitätsdauer betrug nur 42 Sekunden. Zu diesem Grenzfall zwischen totaler und ringförmiger Finsternis kam es, weil der scheinbare Sonnen- und Monddurchmesser an diesem Tag nahezu gleich groß waren, der des Mondes war nur ein wenig größer.
Die Zentrallinie der Finsternis begann östlich von Neuseeland und setzte sich in nordöstlicher Richtung durch den Pazifischen Ozean fort. Bei 108° westlicher Länge wechselte die Zentrallinie auf die Nordhalbkugel, zu diesem Zeitpunkt hatte die Finsternis das Maximum bereits überschritten. Die Zentrallinie führte noch durch Panama, Kolumbien und Venezuela, wo die ringförmige Phase nahe der Nordküste Südamerikas zu Ende ging.
Kurios an dieser Finsternis war auch, dass die Finsternis gemäß Ortszeit am 9. April begann und am 8. April endete, da der Schattenpfad die Datumsgrenze in östlicher Richtung überquerte.